# Gran Italia

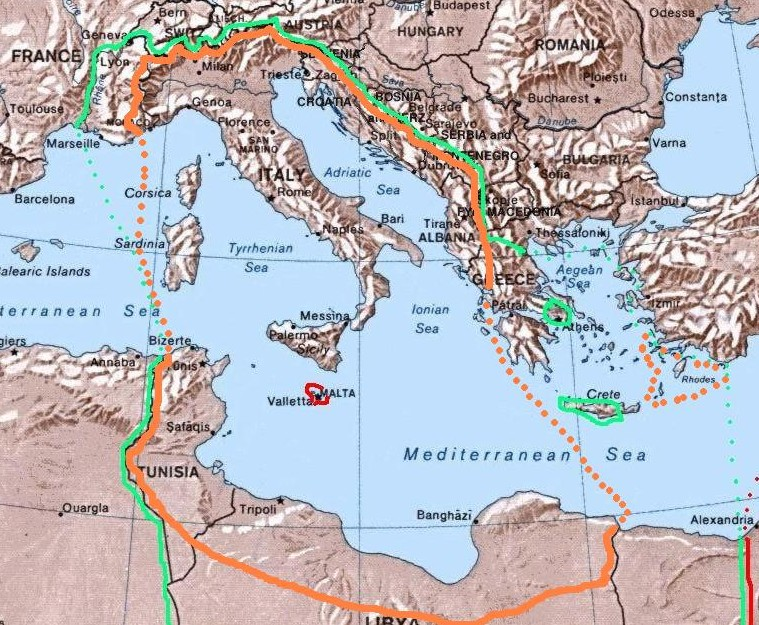
Mapa de la "Gran Italia" en el año 1942: la línea naranja muestra las zonas de Europa y el norte de África en las que De Vecchi ideó su Italia Imperial; línea verde corresponde al límite más amplio con control militar italiano en la zona del Mediterráneo; la línea roja muestra las zonas bajo control británico.

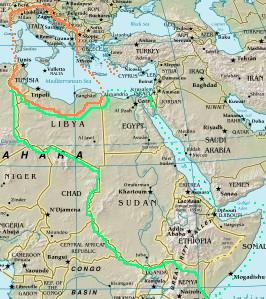
Mapa de la Gran Italia según el proyecto fascista de 1940 en caso de que Italia hubiera ganado la Segunda Guerra Mundial (la línea naranja delimita la "Italia metropolitana", la línea verde las fronteras del "Imperio italiano" ampliado).

La Gran Italia (en italiano: Grande Italia), o Italia Imperial, fue un ambicioso proyecto promovido por el fascismo italiano, cuyo principal objetivo era el de crear un imperio italiano que abarcara los territorios italianos irredentos (Córcega, Niza, Saboya, Suiza Italiana, Dalmacia, Islas Jónicas, Dodecaneso y Malta) y zonas de la cuenca del Mediterráneo con poblaciones de colonos italianos, inmigrantes o dentro de la esfera de influencia italiana, tales como Albania, Montenegro, Cameria, el norte de Túnez y el norte de Libia. La intención era crear un estado italiano en el que zonas no italianas fueran asimiladas y se promoviera la inmigración italiana. Esta expansión le hubiera permitido a Italia recuperar el control militar del Mar Mediterráneo (llamado Mare Nostrum Italiano por Mussolini), el cual había perdido al caer el Imperio Romano.

## Historia
Después de que el líder fascista Cesare Maria De Vecchi fuera designado Gobernador del Dodecaneso en 1936, este comenzó a promover en el partido fascista de Mussolini la idea de una nueva "Italia Imperial", una que al igual que el Imperio romano, se extendiera más allá de los confines de Europa e incluyera el norte de África (la Cuarta costa o "Quarta Sponda" en italiano).
La visión de De Vecchi era conformar una Italia Imperial que incluyera todos los territorios europeos deseados por los irredentistas italianos (Niza, Saboya, Suiza Italiana, Venecia Julia, Dalmacia, Islas Jónicas, Malta y Córcega) y poblados por comunidades italianas durante muchos siglos, sino que también incluyera territorios del norte de África (Libia y Túnez), en los cuales los italianos habían creado "colonias" a finales del siglo diecinueve.
Con posterioridad a 1936 y durante la Segunda Guerra Mundial, se incluyeron en el proyecto a las islas griegas del Dodecaneso  (junto con las islas Jónicas de Zante, Ítaca...) y pronto el régimen fascista impuso un proceso de  italianización forzada a los griegos que habitaban estas islas.
Las opiniones de De Vecchi fueron parcialmente aceptadas por Mussolini en la década de 1940, cuando Italia entraba en la Segunda Guerra Mundial, pero se encontraron con la oposición y escepticismo del Rey de Italia, Víctor Manuel III.
En 1942, con la ocupación italiana de Córcega y Túnez, con excepción de Malta, todos los territorios de la Gran Italia soñados por el fascista De Vecchi estaban en manos italianas, sin embargo, el proyecto no fue implementado políticamente porque la guerra no estaba evolucionando a favor de los poderes del Eje.

## Primer paso: elDodecaneso
De Vecchi dio el primer paso hacia una Italia imperial (o Gran Italia) en 1936, cuando siendo gobernador italiano de las islas del Dodecaneso impuso el italiano como lengua oficial y creó una colonia de 7000 italianos en Rodas y las islas periféricas.
En 1940 De Vecchi fue designado miembro del Gran Consejo del Fascismo desde donde posteriormente durante la ocupación italiana de Grecia, propone que el Reino de Italia anexe el Dodecaneso y las isla Jónicas, con la isla de Chios, que anteriormente había pertenecido a la República de Génova.

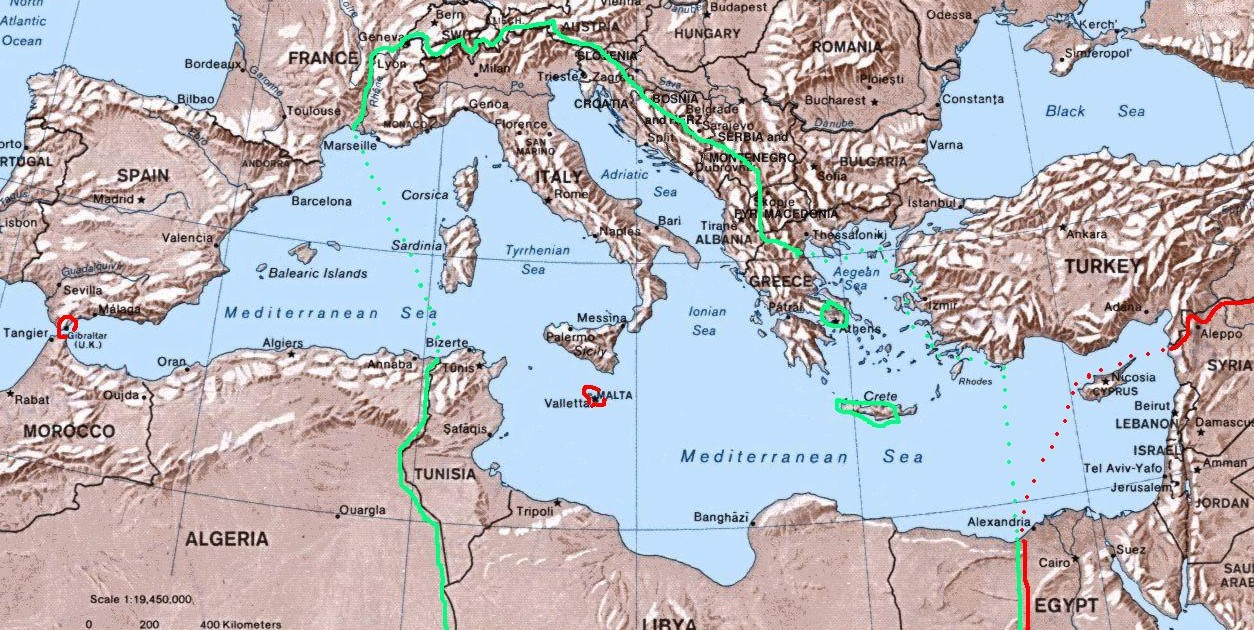
Territorios en la zona del mar Mediterráneo ocupados por la Italia de Mussolini en 1942 (líneas verdes): "Gran Italia" incluía la mayoría de estos territorios. En rojo las posesiones inglesas.

## Segundo paso: laCuarta costa
Italo Balbo, un líder fascista, promovió activamente el desarrollo de comunidades italianas en la costa de Libia, luego de que el país fuera pacificado de una guerra de guerrilla árabe. Balbo llamó a Tripolitania y Cirenaica la Quarta Sponda (cuarta costa) de Italia complementando las otras tres costas (el oeste, el Adriático y la del Sur) de la península italiana.
Uno de los objetivos iniciales de recurrir a Libia, había sido proveer un alivio al problema de sobrepoblación y desempleo que existía en Italia mediante la emigración hacia esta colonia. Una vez que se aseguró la seguridad, el gobierno del rey Víctor Manuel III promovió una "colonización demográfica" sistemática. Un proyecto lanzado por el gobernador de Libia, Italo Balbo, llevó los primeros  20,000 colonos --los "Ventimila"-- a Libia en un convoy que partió en octubre de 1938. Durante 1939 fueron enviados más colonos, y para 1940 había aproximadamente 110,000 italianos en Libia, que representaba aproximadamente el 13 por ciento de la población total.
Los planes contemplaban contar con una colonia de unos 500,000 colonos italianos para 1960: de esta forma los italianos representarían  2/3 de la población de la costa Libia. La mejor tierra de Libia sería asignada a los nuevos colonos para promover el cultivo productivo, especialmente de olivos. El asentamiento estaba gestionado por una corporación estatal,  la "Sociedad de Colonización de Libia", que se ocupaba de conseguir las tierras y de construir poblaciones modelo y brindaba algunos adelantos de fondos y créditos a los colonos que había promovido.
En noviembre de 1942 Túnez fue incluida en la "Quarta Sponda" (alojaba unos 100,000 italianos tunecinos), pero al cabo de unos pocos meses fue ocupada por los Aliados.

## Tercer paso: los Balcanes occidentales
En la primavera de 1941, Mussolini, con la ayuda del ejército alemán, venció finalmente a Grecia y conquistó la Yugoslavia costera.
El general Vittorio Ambrosio, comandante del ejército italiano durante la conquista de la Dalmacia yugoslava, creó una línea militar de ocupación desde Liubliana hasta el norte de Montenegro que pasó a ser considerada la futura frontera de la "Gran Italia" en la zona noroeste de los Balcanes. Dentro de las fronteras hacia el sur se incluyeron el Montenegro fascista, la Gran Albania y el Principado de Pindo en Epiro (norte de Grecia).
De Vecchi promovió la inclusión de Corfú (con una comunidad importante de italianos), las islas Jónicas y las islas del extremo sur de las Egeas (alguna vez bajo control de la República de Venecia), de forma tal que constituían un "arco" que se extendía hacia el Dodecaneso y Chios (alguna vez bajo control de la República de Génova).
En el proyecto de De Vecchi, los Balcanes occidentales, desde el sur de Eslovenia hasta Cameria, serían italianos, en forma similar al mega proyecto Nazi para una Gran Alemania en la Europa del Este que proveería de "espacio vital" (lebensraum) al pueblo alemán.

## Un proyecto que nunca se materializó

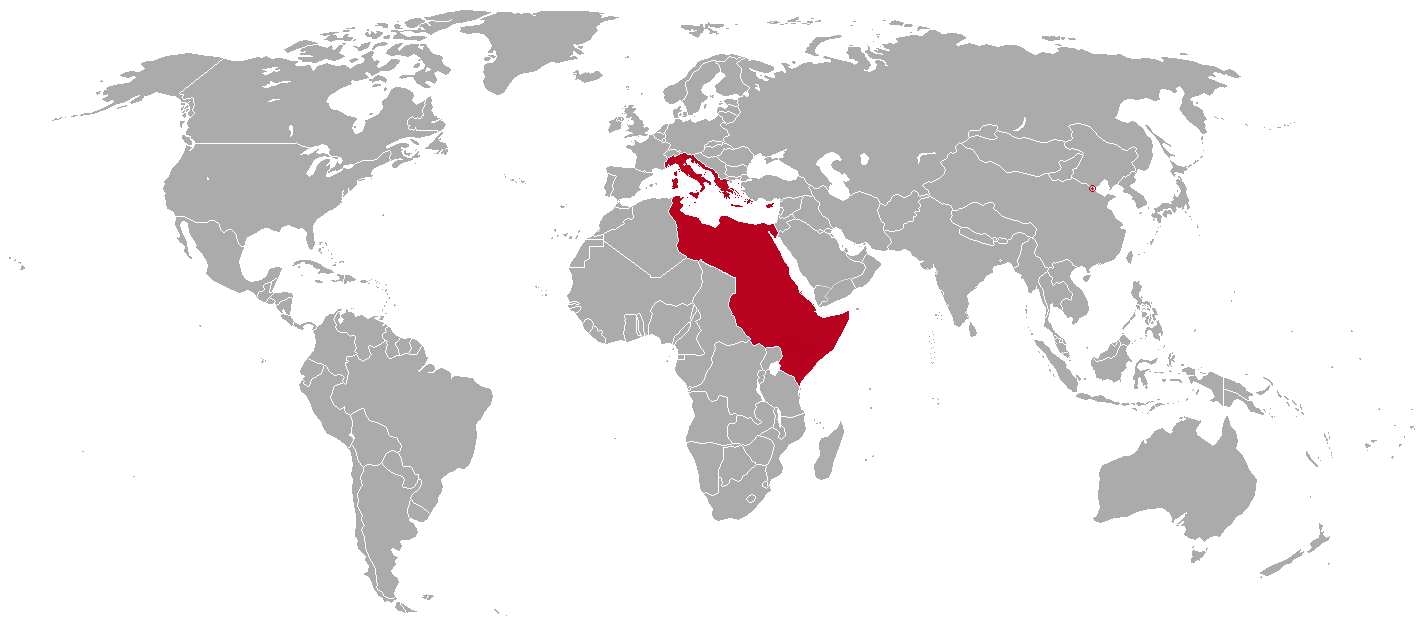
El Nuevo Imperio Romano soñado por Mussolini.

Durante la década de 1940, De Vecchi vislumbraba una "Italia Imperial" que abarcaba en Europa: desde Niza hasta la Provincia de Liubliana, la Gobernación de Dalmacia en Dalmacia y posiblemente la Gran Albania (ver mapa), las islas Jónicas, Cameria, el Principado de Pindo, el Dodecaneso. En África abarcaba: la costa norte africana desde Túnez hasta Libia (el Fezzan de Libia sería una colonia del Imperio).
Con la esperanza de una negociación de paz tras una victoria del Eje, Mussolini había planeado incorporar para su Gran Italia la totalidad de la isla de Creta (que estaba principalmente ocupada por los alemanes) y las islas periféricas del sur de Grecia, conectando las posesiones de la Italia del Dodecaneso con las islas Jónicas ya en poder de Italia.
Al sur de la Cuarta costa, algunos líderes fascistas soñaban con un Imperio Italiano que, comenzando en Fezzan, incluiría Egipto, Sudán y alcanzaría el este del África italiana.
La victoria aliada en la Segunda Guerra Mundial dio por tierra con estos proyectos y terminó con las ambiciones fascistas de crear un imperio.

## Pueblos italianos en las regiones de la "Gran Italia"

Mapa de las regiones exigidas por los irredentos después de la Primera Guerra Mundial. El fascismo también tenía en sus planes a Saboya, Corfú, la cuarta costa en el norte de África y las islas del Dodecaneso.

La presencia de comunidades italianas significativas en territorios fuera del Reino de Italia fue usado como una justificación para el proyecto Gran Italia.
Durante la década de 1940, los siguientes territorios tenían poblaciones italianas. Estos territorios eran deseados por De Vecchi y los fascistas durante la Primera Guerra Mundial:
- Condado de Niza: 4.000 - 9.000
- Saboya: algunos centenares
- Suiza: 430.000
- Istria: 270.000
- Dalmacia: 60.000
- Corfú e islas Jónicas: 2.000
- Albania: 15.000 - 20.000
- Principado de Pindo: --
- Dodecaneso, Grecia: 7.015 (en 1936)
- Malta: 200.000
- Córcega: 200.000
- Libia: 150.000
- Túnez: 100.000 - 120.000